# MK-P8
MK-P8 – pakistańska bomba odłamkowo-burząca wagomiaru 500 funtów. Odpowiednik amerykańskiej bomby Mark 82. Sprzedawana w wersji z klasycznym statecznikiem (swobodnie opadającej) i rozkładanym hamulcem aerodynamicznym MK-15 Mod-4 (hamowana, do zrzutu z małych wysokości). Przenoszona przez samoloty Mirage III, Mirage 5, F-16 Fighting Falcon, F-7 i A-5.